# Vilhelm af Hohenzollern
Fyrst Vilhelm af Hohenzollern (tysk: Wilhelm August Karl Joseph Peter Ferdinand Benedikt Fürst von Hohenzollern) (7. marts 1864 –
22. oktober 1927) var en tysk fyrste, der var mediatiseret fyrste af det lille fyrstendømme Hohenzollern i Sydtyskland fra 1905 til 1918 og familieoverhoved for den schwabiske linje af Huset Hohenzollern fra 1905 til 1927.

## Forfædre
Vilhelm af Hohenzollern blev født den 7. marts 1864 på Schloss Benrath nær Düsseldorf som den ældste søn af daværende Arveprins Leopold af Hohenzollern, der var spansk tronprætendent i 1869–1870, i hans ægteskab med Infantinde Antonia af Portugal.
Han var sønnesøn af den preussiske ministerpræsident Fyrst Karl Anton af Hohenzollern og Josephine af Baden. Desuden var han dattersøn af Ferdinand 2. af Portugal og Maria 2. af Portugal.
Vilhelm af Hohenzollern var oldesøn af storhertug Karl af Baden, storhertuginde Stéphanie de Beauharnais, kejser Pedro 1. af Brasilien og den brasilianske kejserinde Maria Leopoldina af Østrig. 
Han var tipoldesøn af arveprins Karl Ludvig af Baden, Hertug Franz Friedrich af Sachsen-Coburg-Saalfeld, Johan 6. af Portugal, Carlota Joaquina af Spanien og kejser Frans 2. af det tysk-romerske rige. 

## Efterkommere
Vilhelm af Hohenzollern fik tre børn. Datteren Augusta Viktoria af Hohenzollern giftede sig med eks-konge Emanuel 2. af Portugal. 
Hans ældste søn blev far til Prins Johann Georg af Hohenzollern-Sigmaringen (1932–2016), som blev gift med Prinsesse Birgitta af Sverige og Hohenzollern. Prinsesse Birgitta er søster til kong Carl 16. Gustav af Sverige.

## Rumænske slægtninge
Vilhelm af Hohenzollerns farbror Karl blev Rumæniens første konge. Hans lillebror Ferdinand blev landets anden konge i 1914.